# Salix minjiangensis
Salix minjiangensis är en videväxtart som beskrevs av N. Chao. Salix minjiangensis ingår i släktet viden, och familjen videväxter. Utöver nominatformen finns också underarten S. m. zhouquensis.